# Thomas Jonathan Jackson

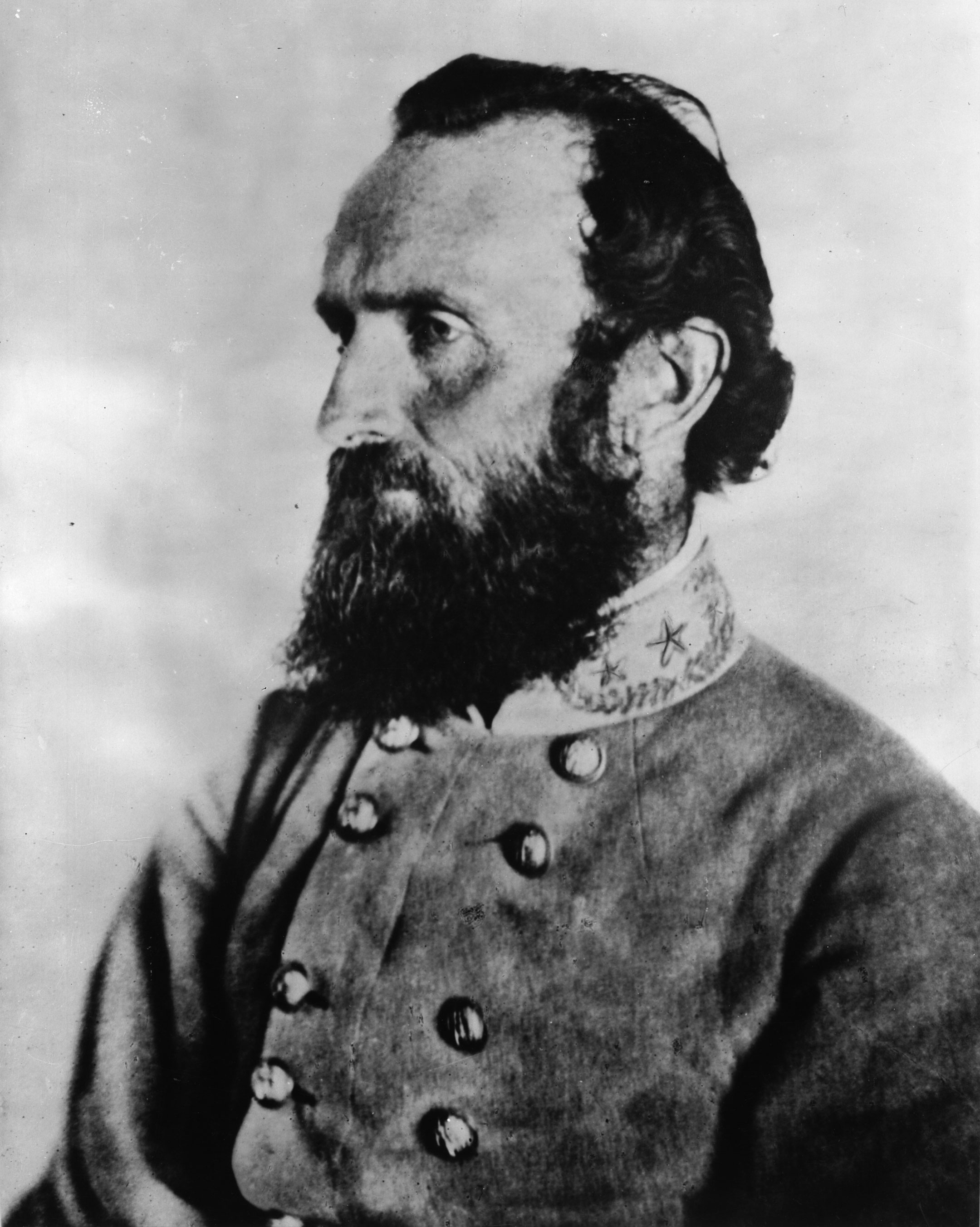
Porträt General Jacksons vierzehn Tage vor seinem Tod (1863)

Thomas Jonathan „Stonewall“ Jackson (* 21. Januar 1824 in Clarksburg, Virginia (heute West Virginia); † 10. Mai 1863 in Guinea Station, Spotsylvania County, Virginia) war Major des US-Heeres, Lehrer am Virginia Military Institute (VMI) in Lexington, Virginia, und General im Heer der Konföderierten Staaten von Amerika im Amerikanischen Bürgerkrieg. Er wurde vor allem durch den erfolgreichen Shenandoah-Feldzug und den Flankenangriff bei Chancellorsville bekannt, die ihm den Ruf einbrachten, „General Robert E. Lees fähigster Untergebener“ zu sein.

## Leben

### Elternhaus, Kindheit und Jugend
Jackson wurde 1824 als Kind eines Anwalts geboren. Sein Vater und seine ältere Schwester starben 1826 an Typhus. Nach dem Tod des Vaters blieben der Witwe hohe Schulden und die Familie verarmte. Nachdem seine Mutter 1830 wieder geheiratet hatte, wurde Jackson zu einem unverheirateten Onkel aufs Land geschickt. Dort musste er die landwirtschaftlichen Tätigkeiten auf dem Hof seines Onkels erledigen. In seiner freien Zeit nutzte Jackson jede Gelegenheit, zur Schule zu gehen. Er war ein überdurchschnittlich guter und sportlicher Schüler, erhielt aber keinen höheren Abschluss.

### West Point

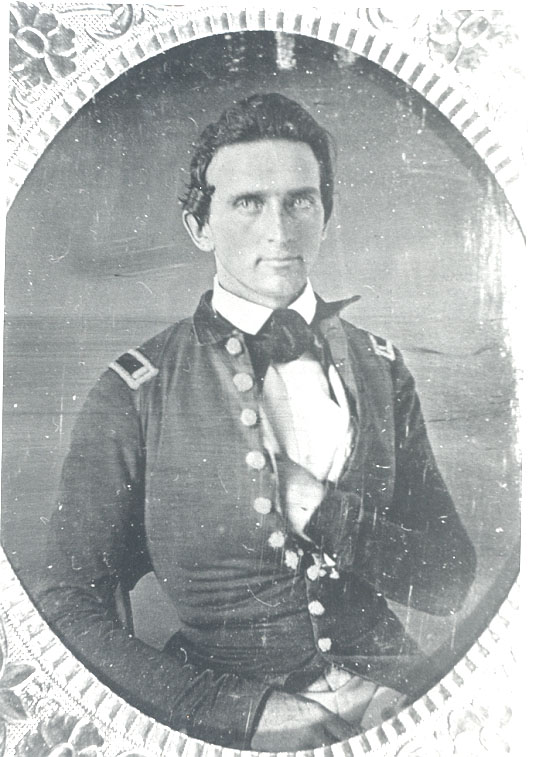
Leutnant Jackson (1847)

Jackson wurde 1842 an die Militärakademie in West Point, New York berufen, allerdings nicht als erste Wahl seines vorschlagenden Kongressabgeordneten. Wegen seiner mangelhaften Schulbildung hatte er besonders im ersten Jahr erhebliche Schwierigkeiten, mit seinen Klassenkameraden mitzuhalten, die ihn “country clodhopper” (deutsch: „Bauerntölpel“) nannten. Zu diesen gehörten unter anderen die späteren Generale beider Seiten George B. McClellan, Jesse Lee Reno, Darius N. Couch, Ambrose P. Hill und George Edward Pickett.

### Mexikanisch-Amerikanischer Krieg
Seine Defizite auf allen Gebieten glich er durch häufiges nächtelanges Lernen aus. Jackson schloss die Militärakademie 1846 als 17. seiner Klasse ab. Zum Leutnant befördert, wurde er zur Artillerie versetzt und nahm während des Mexikanisch-Amerikanischen Krieges an General Scotts Feldzug von Vera Cruz bis Mexiko-Stadt teil. Eigenständiges und mutiges Handeln zeichneten ihn bereits damals aus. Sein Batteriechef lobte ihn als hingebungsvollen, eifrigen, talentierten und tapferen Soldaten. In Folge wurde er mit zwei Brevet-Beförderungen ausgezeichnet. Für seinen Mut bei der Erstürmung Chapultepecs wurde er zum Brevet-Major befördert. Nach dem Krieg wurde er zunächst an Lees ehemaliger Wirkungsstätte, Ft. Hamilton im New Yorker Hafen, verwendet und anschließend nach Ft. Meade, Florida versetzt.

### Lehrer am Virginia Military Institute
Jackson erhielt 1851 einen Lehrstuhl am Virginia Military Institute. Er trat aus dem US-Heer aus, verblieb jedoch als Major in der Miliz Virginias. Im November 1859 führte Jackson die Artillerie des Kadettenkorps, das die Hinrichtung John Browns in Charles Town, Virginia (heute West Virginia) sicherte.
Jackson unterrichtete Artilleriewesen und Physik (Artillery Tactics and Natural Philosophy). Er war bei seinen Schülern unbeliebt, so nannten ihn einige “Tom Fool” (deutsch: „Einfaltspinsel“), und 1856 beantragten ehemalige Schüler, ihn aus dem Lehrkörper zu entfernen. Der Dekan lehnte den Antrag mit der Begründung ab, als Lehrer der allgemeinen Physik hätte Jackson zwar keinen Erfolg, zudem ließe er den notwendigen Takt gegenüber den Schülern vermissen, aber als Lehrer der Kriegswissenschaften sei er ein Genie. Diese pädagogische Unfähigkeit gepaart mit seinem humorlosen Auftreten ließen ihn zum Opfer vieler derber Späße der Kadetten werden; einer von ihnen, James Alexander Walker, forderte ihn sogar zum Duell. Jackson trug ihm das jedoch nicht nach. Walker diente während des Bürgerkrieges in der Stonewall-Brigade, deren Kommandeur er auf Vorschlag Jacksons 1863 wurde.
Am 4. August 1853 heiratete Jackson Eleanor Junkin, die bei der Totgeburt des ersten Kindes starb. Am 16. Juli 1857 heiratete er Mary Anna Morrison, mit der er zwei Kinder hatte, von denen nur eins das Erwachsenenalter erreichte.
Jackson war bereits zu Lebzeiten für viele Skurrilitäten bekannt, die später als Anekdoten von zahlreichen Autoren weiter erzählt wurden. So lutschte er an Zitronen, aß jedoch keinen Pfeffer, den er für Schmerzen im linken Bein verantwortlich machte. Vieles hiervon lässt sich aufgrund von Jacksons Krankengeschichte erklären. Jackson litt vor dem Bürgerkrieg oft an Verdauungsstörungen und an chronischer Verstopfung, weswegen er sehr viel Wasser trank und oft im Stehen aß, da er sich von einer „Streckung des Verdauungsapparates“ Linderung für seine Beschwerden erhoffte. Daneben plagten ihn vor dem Krieg auch andere Leiden (u. a. war sein Gehör und sein Sehvermögen bei Zwielicht beeinträchtigt), weshalb er mehrmals Heilbäder besuchte. Mit den Zitronen wollte er seine Verdauungsstörungen beheben.

### Der Sezessionskrieg

#### Bruch mit der Union
Jackson besuchte 1860 Neuengland. Dort hörte er erstmals von Gerüchten, die eine Sezession des Südens voraussagten für den Fall, dass Abraham Lincoln die Präsidentschaftswahl gewinnen sollte. Jacksons Befürchtungen um die Einheit der Nation stiegen. Er trat lange dafür ein, die Meinungsverschiedenheiten der Staaten innerhalb der Union zu lösen, nicht zuletzt weil er die militärische Unterlegenheit des Südens kannte. Als jedoch die abolitionistischen Strömungen in Washington immer stärker wurden und sich im Süden die Befürchtung breitmachte, die neue US-Regierung unter Lincoln habe die Absicht, in die Rechte der Einzelstaaten einzugreifen und die Sklaverei abzuschaffen, sah Jackson keinen anderen Ausweg, als durch den Austritt aus der Union das Selbstbestimmungsrecht der Südstaaten zu bewahren.

#### Erste Kommandos im konföderierten Heer
Am 21. April 1861, vier Tage nach der Sezession Virginias, wurden die Kadetten des VMI unter Jacksons Kommando als Ausbilder nach Richmond, Virginia beordert. Er selbst wurde zum Oberst befördert und am 27. April nach Harpers Ferry, zu der Zeit noch zu Virginia gehörig, versetzt, um als Brigadekommandeur die sich dort versammelnden Regimenter der Miliz zu einer schlagkräftigen Brigade zu formen. Diese Brigade erhielt seinen Namen und später nach seinem Tod auch seinen Spitznamen „Stonewall“, den die Soldaten als Auszeichnung verstanden.
Jackson unterstand Brigadegeneral Joseph E. Johnstons Shenandoah-Armee. Beim ersten Gefecht um Harpers Ferry zeichnete er sich durch Tapferkeit aus und wurde deshalb am 17. Juni zum Brigadegeneral befördert. Jacksons Brigade wurde danach vom 2. Juli bis zum 15. Juli in den Gefechten am Hoke Run gegen Generalmajor Patterson eingesetzt und anschließend mit der Eisenbahn in den Raum um Manassas, Virginia verlegt.

#### Die erste Schlacht am Bull Run und Erlangung des Spitznamens
Dort wurde Jackson am Henry Hill eingesetzt. Als während der ersten Schlacht am Bull Run am 21. Juli 1861 die von Brigadegeneral Barnard Elliott Bee geführte Brigade vor den Unionstruppen fluchtartig auswich, rief dieser seinen Soldaten zu: “Look at Jackson’s brigade! It stands there like a stone wall” (deutsch: „Seht euch Jacksons Brigade an! Sie steht da wie eine Mauer!“)
Bis heute ist nicht geklärt, wie diese Äußerung gemeint war, weil Bee kurz darauf tödlich verwundet wurde. Meist wird angenommen, dass er die Worte respektvoll meinte, weil Jacksons Männer nicht flohen und Bee daher seine Soldaten sammeln konnte. Möglicherweise sagte er es aber auch aus Wut darüber, dass Jackson keinen Entlastungsangriff unternahm. Fest steht nur, dass Jacksons Brigade zu diesem Zeitpunkt nicht im Feuerkampf stand und dass die Flucht der Konföderierten aufgehalten wurde. In dieser Schlacht erhielt Jackson seinen Spitznamen „Stonewall“, der später als Ehrenname auch seiner Brigade verliehen wurde.

#### Der Shenandoahtal-Feldzug

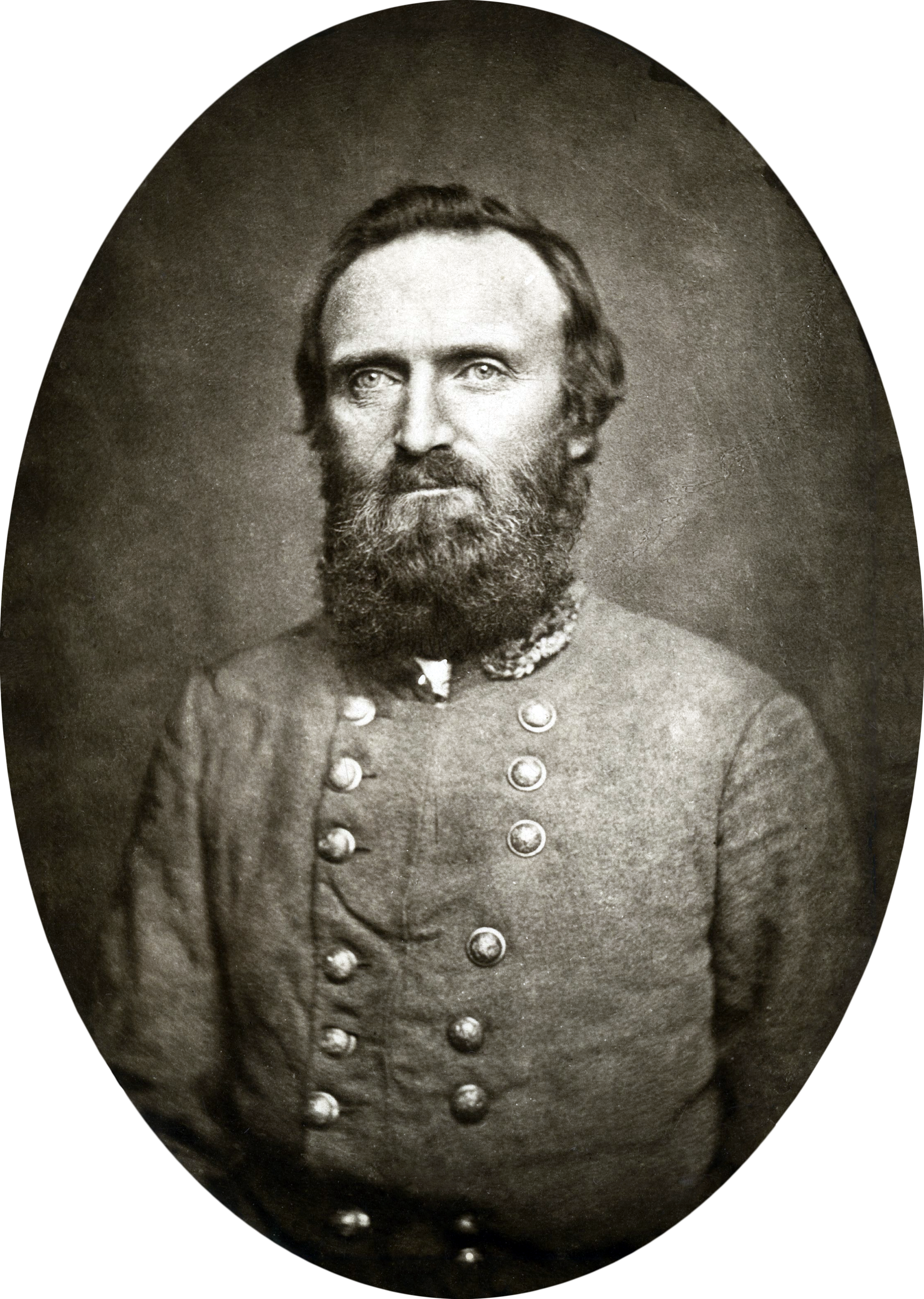
General Jackson (1862)

Jackson wurde mit seiner Brigade nach der Schlacht zurück ins Shenandoahtal beordert. Bis zum 6. Oktober unterstand er der konföderierten Potomac-Armee, am darauffolgenden Tag wurde er zum Generalmajor befördert und am 22. Oktober zum Kommandeur des Wehrbezirks Shenandoahtal ernannt. Ein winterlicher Vorstoß nach Romney, heute West Virginia, blieb nicht zuletzt wegen der Witterungsbedingungen erfolglos. Wegen der seiner Meinung nach ungerechtfertigten Kritik Jefferson Davis’ an diesem Misserfolg wollte er zunächst sein Offizierspatent zurückgeben, sah jedoch später davon ab.
Am 23. März 1862 begann Jackson mit zunächst 10.000 Mann (erst später kam eine weitere Division als Verstärkung hinzu) den Shenandoah-Feldzug. Auch wenn dieser mit einer Niederlage wegen mangelhafter Aufklärung bei Kernstown, Virginia, begann, gelang es Jackson im Frühjahr 1862, mit diesen zahlenmäßig weit unterlegenen Großverbänden durch fünf Siege ungefähr 100.000 Unionssoldaten im Shenandoahtal zu binden, die Generalmajor McClellan für dessen Halbinsel-Feldzug fehlten. Jacksons Feldzug war gekennzeichnet durch schnelle Bewegungen, seine berüchtigten Gewaltmärsche, die seinen Truppen den Spitznamen „Fuß-Kavallerie“ einbrachten, aggressives Zuschlagen, bevor der Gegner seine Kräfte jeweils vereinigen konnte, und systematische Verschleierung seiner Absichten und Marschwege. Dieses ging so weit, dass er selbst unterstellten Offizieren die nächsten beabsichtigten Schritte verschwieg – aus Angst, die überall vorhandenen Spione des Gegners könnten Wind davon bekommen. 
Jackson kam dabei zugute, dass er als Einheimischer das Tal genauestens kannte und zusätzlich erkunden ließ. Er hatte die Karten des Tals, die der hervorragende Kartograph Jedediah Hotchkiss angefertigt hatte, stundenlang studiert. Jacksons brillanter Feldzug verschaffte ihm nicht nur bei den unterstellten Offizieren und im konföderierten Heer den Nimbus des Siegers, sondern wurde im späten 19. Jahrhundert in vielen Kriegsakademien – und wird bis heute im US-Heer – als Paradebeispiel für eine erfolgreiche Taktik angesichts eines vielfach überlegenen Gegners gelehrt. Jackson selbst äußerte sich nur selten zu den von ihm bevorzugten Taktiken. Zu General Imboden sagte er 1861:

“Always mystify, mislead, and surprise the enemy, if possible; and when you strike and overcome him, never let up in the pursuit so long as your men have strength to follow; for an army routed, if hotly pursued, becomes panic-stricken, and can then be destroyed by half their number. The other rule is, never fight against heavy odds, if by any possible maneuvering you can hurl your own force on only a part, and that the weakest part, of your enemy and crush it. Such tactics will win every time, and a small army may thus destroy a large one in detail, and repeated victory will make it invincible.”

„Wenn es möglich ist, stelle den Feind stets vor Rätsel, führe ihn in die Irre und überrasche ihn; und wenn du zuschlägst und ihn überwältigst, gib die Verfolgung nicht auf, solange deine Männer die Kraft dazu haben. Denn in die Flucht geschlagene Streitkräfte verfallen in Panik, wenn sie mit Nachdruck verfolgt werden, und können dann von halb so starken Truppenteilen vernichtet werden. Die andere Regel ist: Kämpfe niemals gegen eine große Übermacht, wenn du irgendeine Möglichkeit siehst, gegen nur einen Teil deines Feindes, und zwar den schwächsten Teil, loszuschlagen. Solche Taktiken gewinnen immer, und eine kleine Streitkraft kann so eine große stückweise vernichten und durch wiederholte Siege unbezwingbar werden.“

Diese Grundsätze wendete Jackson immer an, wenn es ihm möglich erschien. Nach dem Sieg bei Port Republic waren die Infanteriedivisionen erschöpft und zur Verfolgung des ausweichenden Gegners nicht fähig. Er wies deshalb die Kavallerie an, die ausweichenden Unionssoldaten ständig zu bedrängen:

“The only true rule for cavalry is to follow the enemy as long as he retreats.”

„Die einzige wahre Regel für die Kavallerie ist es, den Feind zu verfolgen, solange er zurückweicht.“

#### Die Sieben-Tage-Schlacht
Am Abend des 17. Juni 1862 beginnend verließ Jackson mit etwa 16.000 Mann das Shenandoahtal, um General Lee, der als Nachfolger des verwundeten Johnston gerade den Oberbefehl der Nord-Virginia-Armee übernommen hatte, bei dessen gewagtem Plan für den Entsatz des belagerten Richmonds zu unterstützen. Daraus entwickelte sich die Sieben-Tage-Schlacht, bei der Lee durch ständige und verlustreiche Angriffe McClellan bis auf den Malvern Hill zurückdrängte und somit zum Abbruch der Belagerung zwang. Während dieser Schlacht führte Jackson sein Korps in den Augen vieler späterer Militärhistoriker und einiger konföderierter Generale, die nach dem Shenandoah-Feldzug andere Erwartungen an ihn gehegt hatten, zögerlich und ohne Nachdruck. 
Es ging sogar das (unberechtigte) Gerücht um, er habe einen ganzen Tag aus Erschöpfung verschlafen. Eine fairere Beurteilung ist, dass sich die Unionssoldaten in dem unwegsamen Gelände zäh verteidigten und ein umsichtiger General wie Jackson erst seine Kräfte zusammenfasste und nach Umgehungsmöglichkeiten suchte, bevor er eine starke gegnerische Stellung angriff. Während der ganzen Schlacht gab es bei den konföderierten Generalen immer wieder Orientierungsschwierigkeiten (es gab nur ganz einfache Karten und kaum ortskundige Führer) und Mängel in der Kommunikation (letztlich ein Fehler von Lees Stab). 
Der gesamte Verlauf der Kampfhandlungen zeigt deutlich, dass sich die Divisionen der Nord-Virginia-Armee erst aufeinander und auf den Führungsstil General Lees einspielen mussten. Lee machte folglich Jackson in seinem offiziellen Bericht keinerlei Vorwürfe. Nichtsdestoweniger bleibt die Beurteilung der Sieben-Tage-Schlacht der umstrittenste Punkt in Jacksons Karriere. Interessanterweise wurde Jackson dennoch nie ein „Opfer“ des Lost Cause – im Gegenteil versteiften sich viele südstaatliche Autoren nach dem Krieg eher darauf, dem Nichtvirginier James Longstreet seine angeblichen Fehler bei Gettysburg anzukreiden, und verloren über Jackson und die Sieben-Tage-Schlacht wenig bis gar keine Worte.

#### Die Schlachten am Cedar Mountain und am Bull Run
Nach dem strategischen Sieg Lees über McClellan in der Sieben-Tage-Schlacht gliederte Lee die Nord-Virginia-Armee um. Jackson wurde Kommandeur des linken Flügels. Ihm unterstanden drei Divisionen: Winders und Ewells, die Jackson schon im Shenandoah-Feldzug geführt hatte, und die „Light Division“ Generalmajor A. P. Hills, die sich während der Sieben-Tage-Schlacht mehrfach ausgezeichnet hatte.
Mitte Juli beabsichtigte Lee, zunächst Generalmajor John Pope und anschließend McClellan zu schlagen. Er schickte Jackson den Truppen Popes entgegen, um diesen zunächst am weiteren Vorgehen nach Süden zu hindern. Nördlich von Orange, Virginia kam es am 9. August zur Schlacht am Cedar Mountain. Die Schlacht wurde von den Konföderierten nachlässig geschlagen. Jackson hatte nicht für ausreichende Aufklärung gesorgt, die Befehle an die Divisionen, außer der vordersten – unter Brigadegeneral Winders –, bei der sich Jackson aufhielt, waren verworren und erreichten sie verspätet. Erst das Eintreffen von A. P. Hills „Light Division“ am frühen Abend konnte die Schlacht zu Jacksons Gunsten beenden. Während der Schlacht zeigte Jackson zum einen überragenden persönlichen Mut und Führungskraft, als er eine zurückflutende Brigade, ausgerechnet die Stonewall Brigade, mit gezogenem Säbel aufhielt und zum Gegenangriff führte, zum anderen Detailversessenheit, als er zusammen mit General Winder Kanonen selbst bediente und sich am „feinsten Artillerieduell des Krieges“ als Artillerist erfreute.
Am 25. August 1862 führte Jackson den linken Flügel der Nord-Virginia-Armee, von Pope unerkannt, nach Westen über die Blue Ridge Mountains um dessen eigene Armee herum und zerstörte nach einem Marsch von 51 Meilen zwei Tage später die Versorgungsbasis der Virginia-Armee bei Manassas Junction, Virginia. Danach verschanzte er sich hinter einer unfertigen Eisenbahntrasse bei Groveton. Jackson widerstand den Angriffen Popes zwei Tage lang, bis der konföderierte Generalmajor James Longstreet die Virginia-Armee der Union in einem vernichtenden Angriff am 30. August schlug.

#### Die Schlacht am Antietam
Im anschließenden Maryland-Feldzug erhielt Jackson den Auftrag, mit sechs Divisionen die Bedrohung im Rücken der Nord-Virginia-Armee durch die Garnison von Harpers Ferry auszuschalten. Vom 12. bis 14. September platzierte er seine Divisionen auf den drei die Stadt umgebenden Höhen und zwang so die Garnison, sich am 15. September nahezu kampflos zu ergeben. Am nächsten Tag marschierte er unter Zurücklassung der Division A. P. Hills nach Sharpsburg, Maryland und vereinigte sich mit dem Rest der Nord-Virginia-Armee. Während der Schlacht am Antietam wehrte er Angriffe von Hookers, Mansfields und Sumners Korps ab. Jacksons letzter Division, A. P. Hills „Light Division“, die das Schlachtfeld am späten Nachmittag aus Harpers Ferry kommend erreichte, gelang es, einen Sieg der Union zu verhindern; die Schlacht endete unentschieden.

#### Die Schlacht von Fredericksburg

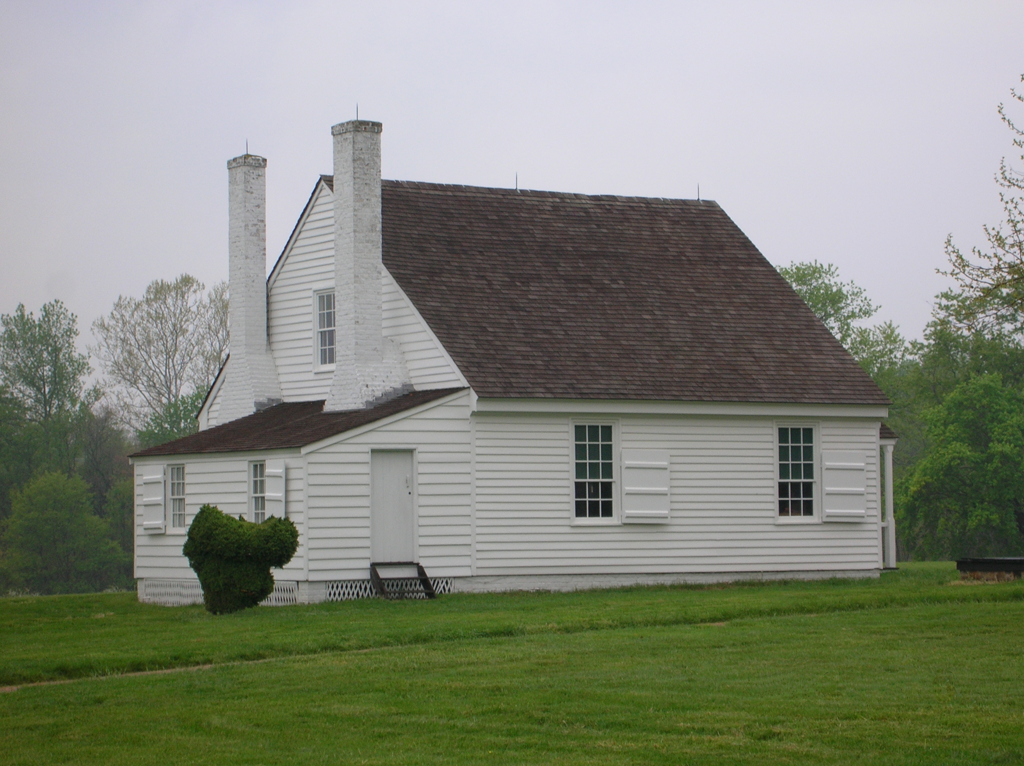
Das Haus in Guinea Station, Virginia, in dem Jackson starb.

Nach dem Rückzug aus Maryland wurde Jackson am 10. Oktober 1862 zum Generalleutnant befördert und gleichzeitig zum Kommandierenden General des II. Korps, seines vorherigen Kommandos, ernannt. Bei der für die Konföderation siegreichen Schlacht von Fredericksburg am 13. Dezember führte er sein Korps umsichtig, obwohl ihm bei der Geländebeurteilung ein Fehler unterlief, der beinahe zum Durchbruch der Union geführt hätte. Nachdem er durch den Einsatz seiner Reserve die eigenen Stellungen zurückerobern konnte, wollte er die Left Grand Division der Union unverzüglich angreifen, um den kleinen Vorteil auszunutzen. Das wurde ihm jedoch von General Lee untersagt.

#### Tod nach der Schlacht von Chancellorsville
Nach der Überwinterung der Nord-Virginia-Armee südlich des Rappahannock griff der neue Oberbefehlshaber der Potomac-Armee, Generalmajor Joseph Hooker, erneut die Nord-Virginia-Armee an. In der Schlacht bei Chancellorsville bildete Jackson mit dem II. Korps den rechten Flügel der Armee. Er schlug Lee einen gewagten Plan vor, den dieser akzeptierte. Am 2. Mai 1863 löste sich Jackson morgens unbemerkt von den angreifenden Korps der Union und umging in Gewaltmärschen die gesamte Front der Potomac-Armee. Am Nachmittag griff er überraschend das XI. Korps auf dem rechten Flügel der Potomac-Armee in dessen Rücken an. Die Angegriffenen erlitten schwere Verluste und es breitete sich Panik aus. Dies war die entscheidende Wendung der Schlacht. Am 5. Mai wich Hooker schließlich über den Rappahannock aus, und die Schlacht war für die Konföderation gewonnen.
Bereits in der Nacht vom 2. auf den 3. Mai erkundete Jackson mit seinem Stab das Gelände, um das weitere Vorgehen planen zu können. Bei der Rückkehr wurde er vom Feuer der eigenen Truppen, die nicht von dieser Erkundung unterrichtet waren, überrascht und angeschossen. Sein linker Arm musste amputiert werden. Während der Rekonvaleszenz starb Jackson am 10. Mai 1863 an den Folgen einer Lungenentzündung. Er wurde am 15. Mai in Lexington beigesetzt.

## Jacksons Haltung zur Sklaverei
Was Jacksons Haltung zur Sklaverei angeht, sagte seine Frau in ihrer Biographie:

“[…] and I have heard him say that he would prefer to see the negroes free, but he believed that the Bible taught that slavery was sanctioned by the Creator Himself, […]”

„[…] und ich hörte ihn sagen, dass er es vorziehen würde, dass die Neger frei wären, aber er glaubte, dass die Bibel lehrte, Sklaverei sei vom Schöpfer selbst gutgeheißen […]“

Jackson selbst unterrichtete gemeinsam mit seiner Frau erfolgreich jahrelang neben seinem Beruf und auf eigene Kosten Sklaven von Freunden in der Sonntagsschule. Als Angehöriger der virginischen Oberschicht besaß auch Jackson Sklaven, die er patriarchalisch und pedantisch führte und wie Diener behandelte. Jackson persönlich bildete die Sklaven in den von ihm als wesentlich erachteten Tugenden – Höflichkeit, Pünktlichkeit und Moral – aus.

## Persönlichkeit
Jackson wird als einer der großen Helden der Konföderation während des Bürgerkrieges verehrt. Einige Theoretiker behaupten, mit Jackson an der Spitze des II. Korps hätten der Pennsylvania-Feldzug des Sommers 1863 und die Schlacht von Gettysburg einen anderen Verlauf genommen. Er gilt als einer der größten Taktiker des 19. Jahrhunderts.

### Religiosität
Jackson hatte zeitlebens den Ruf, keinem Laster zu frönen und streng moralisch zu leben. In Lexington war er Diakon der Presbyterianischen Kirche. Er verabscheute es, sonntags zu kämpfen, ließ sich aber nicht davon abhalten, wenn es notwendig war – allerdings holte er den Gottesdienst dann an einem anderen Tag nach. Seine Frau berichtet, dass er sonntags nicht nur keine Briefe schrieb, sondern nach Möglichkeit auch keine las und sogar seine Post so einrichtete, dass sie nicht an einem Sonntag befördert wurde. An anderer Stelle schrieb er ihr: „Hätte ich an einem Sonntag statt an einem Montag gekämpft, wäre der Ausgang, fürchte ich, in Gefahr gewesen.“ In einem Gespräch mit einem seiner Stabsoffiziere äußerte er sich sogar dahingehend, militärische Handlungsanweisungen direkt aus dem Alten Testament zu übernehmen – sein dabei zitiertes Vorbild war der Kampf Josuas mit den Amalekitern, die dieser vernichtend schlug und dem daraufhin der Bibel nach von Gott befohlen wurde, diese vollständig zu vernichten. Seine tiefe Religiosität und sein sprödes Wesen führten immer wieder dazu, dass er andere vor den Kopf stieß. Trotz seiner Schrullen vertrauten ihm seine Soldaten und kämpften unter seiner Führung hervorragend.

### Im Kampf
Im Kampf kannte Jackson keine Gnade mit dem Gegner und akzeptierte kein Fehlverhalten eigener Soldaten. Als ein Soldat auf einem Marsch seinem Befehl, keine Häuser der Zivilbevölkerung zu betreten, zuwiderhandelte, ließ er ihn nach einem der im Bürgerkrieg typischen Kriegsgerichtsverfahren aburteilen und innerhalb von 20 Minuten nach Verkündung des Urteils erschießen. Jackson bestätigte stets die Todesurteile der Kriegsgerichte über Deserteure. Besonders erbittert war er über die Plünderungen der Unionsarmee bei Fredericksburg. „Keine Gnade für die Verwüster unserer Heimstätten und Herde“, schrieb er an seine Frau.
Nach einem Gefecht wurde Jackson von einem Oberst auf die außerordentliche Tapferkeit der gefallenen Unionssoldaten hingewiesen. Der Oberst zeigte sein Bedauern über den Tod der feindlichen Soldaten, und sagte, dass sie wegen ihrer Tapferkeit hätten überleben sollen. Jackson antwortete: “No; shoot them all: I do not wish them to be brave.” (deutsch: „Nein; erschießt sie alle: Ich will nicht, dass sie tapfer sind.“)
Dabei ging es Jackson weniger um das Schicksal der einzelnen Soldaten, sondern um die Erkenntnis, dass mittelalterliche Höflichkeit auf den Schlachtfeldern von 1862 keine Daseinsberechtigung mehr hatte.
Jackson war ein Befürworter beweglich geführter Operationen, bei denen er die Initiative erringen und behalten konnte. Kampf in und um Feldbefestigungen lehnte Jackson ab. Dafür war er bereit, durch bewegliche Kriegsführung verursachte Schäden in Kauf zu nehmen, da nur so der Krieg zu einem schnellen Ende geführt werden könne.

“War means fighting. The business of the soldier is to fight. Armies are not called out to dig trenches, to throw up breastworks, to live in camps, but to find the enemy and strike him; to invade his country, and do him all possible damage in the shortest possible time. This will involve great destruction of life and property while it lasts; but such a war will of necessity be of brief continuance, and so would be an economy of life and property in the end. To move swiftly, strike vigorously, and secure all the fruits of victory, is the secret of successful war.”

„Krieg bedeutet Kampf. Die Aufgabe des Soldaten ist es, zu kämpfen. Streitkräfte sind nicht dafür da, Gräben auszuheben, Brustwehren aufzuwerfen und in Feldlagern zu leben, sondern den Feind zu finden und ihn zu schlagen; sein Land zu besetzen und ihm jeden möglichen Schaden in der kürzest möglichen Zeit zuzufügen. Solange dies währt, bedeutet es große Verluste an Leben und Eigentum; aber ein solcher Krieg wird notwendigerweise von kurzer Dauer sein und somit am Ende Leben und Eigentum retten. Bewege dich schnell, schlage mit aller Macht zu und sichere dir alle Früchte deines Sieges – das ist das Geheimnis erfolgreicher Feldzüge.“

Diesen Gedanken eines Krieges „verbrannter Erde“ setzte er jedoch nie um, da er nicht im Feindesland eingesetzt war und die Zerstörung gegnerischer Ressourcen nicht das Ziel der Nord-Virginia-Armee war. Generalmajor Philip Sheridan führte dagegen 1864 ausgerechnet in Jacksons heimatlichen Shenandoahtal diese Art der Kriegsführung durch.
Jackson hatte ein Gespür für die in der jeweiligen Situation notwendigen und durchführbaren Entscheidungen. Um erfolgreich handeln zu können, bedurfte er der Führung am langen Zügel. Hatte er die Möglichkeit, die zum Erreichen des Ziels notwendigen Schritte weitgehend selbst bestimmen zu können, so hatte er fast immer großen Erfolg. General Lee ermöglichte ihm das. Kurz vor Jacksons Tod sagte dieser gleichzeitig mit dem Befehl schnellstmöglich zu genesen: “He lost his left arm, but I have lost my right arm.” (deutsch: „Er hat seinen linken Arm verloren, ich aber meinen rechten!“)
Jackson selbst handelte entgegengesetzt: er befahl seinen Untergebenen detailliert, wie sie vorgehen sollten, weil er befürchtete, seine Gedanken würden sonst nicht richtig umgesetzt. Das führte zu einer komplizierten und komplexen Befehlsgebung, die ohne mündliche Erläuterungen immer wieder zu fehlerhafter Ausführung führte, z. B. bei der Schlacht am Cedar Mountain. Er hatte deswegen ständig Reibereien mit A. P. Hill, der sich wegen seiner früher selbst errungenen Erfolge nicht in diesem Maße gängeln lassen wollte. Die anderen ihm geraume Zeit Unterstellten waren andererseits nicht gewohnt, selbstständig zu handeln, was bei seinem Nachfolger, General Ewell, während der Schlacht von Gettysburg dazu führte, dass entscheidende Aktionen nicht durchgeführt wurden.
Er war ein Meister der schnellen Bewegungen und der überraschenden Taktiken, aber er hielt seine Absichten manchmal so geheim, dass die ihm unterstellten Offiziere seine Pläne bis kurz vor ihrem Einsatz nicht kannten und daher mitunter nicht optimal ausführen konnten.
Eine der Maximen Jacksons war die Überlegung, unabhängig von einer eventuellen Unterlegenheit immer die Initiative zu behalten, sich Handlungsmöglichkeiten offenzuhalten und sie sich vor allem aktiv zu schaffen, niemals Zeit zu verschwenden und dem Gegner zu keiner Zeit Ruhe zu gönnen. Jackson führte den Shenandoah-Feldzug nach diesen Grundsätzen, was ihm auch in Europa die Bewunderung führender Militärtheoretiker des 19. Jahrhunderts, wie die des Briten George Henderson in Sandhurst oder des preußischen Generalfeldmarschall von Moltke einbrachte, dessen Meinung von der strategischen Durchführung der Feldzüge des Amerikanischen Bürgerkriegs ansonsten nicht sehr hoch war.
Das VMI errichtete Jackson ein Denkmal, das vor einem nach ihm benannten Eingang des Unterkunftgebäudes steht, und benannte ein repräsentatives Gebäude nach ihrem ehemaligen Lehrer, das eine Aula beherbergt.

## Rezeption

### Zeitgenössisch
Viele seiner Zeitgenossen sahen Jacksons Schicksal eng mit dem der Konföderation verknüpft. Schon zu Lebzeiten wurde ihm in den Südstaaten eine nachgerade religiöse Verehrung zuteil. So schrieb etwa im Juni 1862 der Daily Appeal, eine Tageszeitung aus Memphis, er sei „dazu bestimmt, der Erlöser seines Landes zu werden.“
Und während des Shenandoah-Feldzuges 1862 sagte Jackson selbst: „Wenn das Tal fällt, fällt auch Virginia.“, was tatsächlich ein halbes Jahr nach der Eroberung des Tals durch Sheridan eintrat.
Während der Einsegnung eines Friedhofes für gefallene Angehörige der Nord-Virginia-Armee aus Louisiana in New Orleans betete der ehemalige Militärgeistliche Father D. Hubert bei der Enthüllung eines Denkmals für Jackson 1881:

“And Thou knowest O Lord, that when Thou didst decide that the Confederacy should not succeed, Thou hadst first to remove Thy servant, Stonewall Jackson.”

„Und als es Dein Entschluss war, o Herr, dass die Konföderation nicht obsiegen sollte, wusstest Du, dass Du zunächst Deinen Diener, Stonewall Jackson, heim holen musstest.“

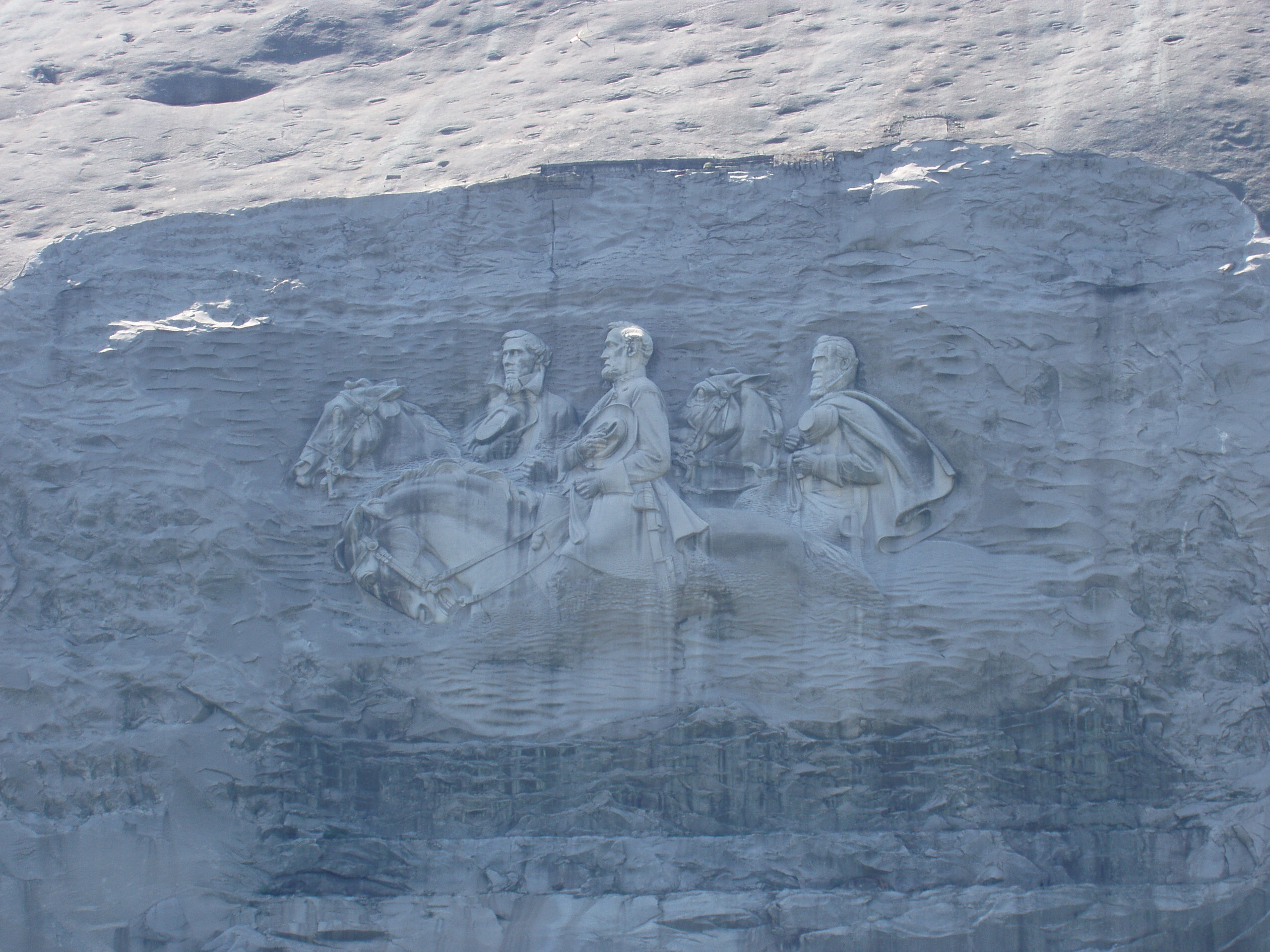
Relief am Stone Mountain

### Kulturell und Literatur
Jacksons Todesumstände trugen dazu bei, dass er in der Geschichtsschreibung wie im kollektiven Bewusstsein bis heute als tragischer Held gilt. Sein Tod wurde zum Gegenstand zahlreicher Gedichte selbst in den Nordstaaten; so überhöhte Herman Melville ihn in seinem Gedicht Stonewall Jackson (Ascribed to a Virginian) zu fast mythischer Größe. Bereits kurz nach Jacksons Tod erschienen zudem zahlreiche recht pathetische Biographien, die sein Bild bis heute prägen.
Jacksons letzte Worte “Let us cross the river and rest under the shade of the trees.” (deutsch: „Lasst uns den Fluss überqueren und uns im Schatten der Bäume ausruhen.“) wählte Ernest Hemingway als Titel seines Buches „Across the River and into the Trees“ (1950), dessen Held ein alternder Oberst des US-Heeres vom selben Schlag wie Jackson ist.

## Ehrungen

### Statuen und Relief
Jackson wurde in zahlreichen Städten des Südens mit Denkmälern geehrt. 1875 wurde eine erste Statue in Richmond errichtet, 1881 wohnten mehr als 12.000 Menschen der Einweihung des Denkmals in New Orleans bei. Im 20. Jahrhundert wurde er gemeinsam mit Robert E. Lee und Jefferson Davis auf dem größten Flachrelief der Welt im Stone Mountain bei Atlanta verewigt. In Virginia wurde der Lee-Jackson-Feiertag im Februar 2020 abgeschafft, an dem an die Geburtstage Jacksons und General Lees zwischen 1904 und 2020 jedes Jahr am Montag nach dem dritten Wochenende im Januar gedacht wurde.

### Militärisch
Mit der Weiterentwicklung der Panzerwaffe nach dem Ersten Weltkrieg wurde es im US-Heer üblich, Panzer nach Generalen zu benennen. Zwar wurde kein Kampfpanzer nach Jackson benannt, er erhielt jedoch die Ehre, Namensgeber für den Jagdpanzer M36 Jackson zu werden. Der Panzer wurde während des Zweiten Weltkrieges ab 1944 eingesetzt.
Durch die Marine der Konföderierten wurden während des Sezessionskrieges zwei Schiffe nach Jackson benannt:
- das hölzerne baumwoll-gepanzerte Kriegsschiff CSS Stonewall, im Dienst seit am 16. März 1862, welches bereits am 24. April 1862 während der Schlacht von Forts Jackson und St. Philip schwer beschädigt wurde, abtrieb und völlig ausbrannte,
- das in Frankreich im Januar 1865 fertiggestellte Panzerschiff CSS Stonewall, welches erst nach der Niederlage der Konföderierten im Mai 1865 in Amerika eintraf, nicht mehr in Dienst gestellt und von den USA an Japan verkauft wurde.

Die US-Marine benannte im 20. Jahrhundert dann ebenfalls zwei Schiffe nach Jackson:
- den Liberty-Frachter SS T.J. Jackson (im Dienst von 1942 bis 1960),
- das strategische U-Boot USS Stonewall Jackson (SSBN-634) mit Nuklearantrieb (im Dienst von 1964 bis 1995).

## Denkmalentfernung
Der Stadtrat von Charlottesville, Virginia hat im Februar 2017 beschlossen, das Reiterstandbild Jacksons zu entfernen. Die Statue wurde im Juli 2021 von ihrem Sockel im bereits umbenannten Court Square Park unter dem Beifall vieler Bürger entfernt und wird bis zur Entscheidung des Stadtrats über ihre weitere Verwertung in einer städtischen Liegenschaft zwischengelagert.